# Franco Abbiati
Franco Abbiati (* 14. September 1898 in Verdello; † 22. Januar 1981 in Bergamo) war ein italienischer Musikwissenschaftler.

## Leben
Franco Abbiati war ein Sohn von Emilio Abbiati und Luisa Brolis. Er studierte zuerst die Ingenieurwissenschaften am Polytechnikum von Mailand, schloss diese Ausbildung aber nicht ab, sondern wandte sich ab 1921 der Musik zu. Zu seinen Lehren beim Privatstudium auf diesem Gebiet gehörten Achille Bedini, der ihm die Komposition lehrte, Edoardo Berlendis, der ihm Klavierunterricht erteilte, sowie Gaetano Cesari, der ihn in der Musikwissenschaft ausbildete. 1929 wurde er mit dem Diplom für Komposition an der Musikhochschule Turin graduiert. Kurzzeitig war er als Komponist tätig, in welcher Eigenschaft er Kammermusik und sinfonische Werke verfasste. Doch bald wandte er sich ganz der Musikwissenschaft zu. Für mehrere italienische Zeitungen war er als Musikkritiker tätig; anfangs für Voce di Bergamo, dann von 1928 bis 1934 für den Secolo Sera. Darauf wirkte er bis 1973 insgesamt 39 Jahre als Musikkritiker des Corriere della Sera. Seine Begabung, in diesem Beruf klare und ausgewogene Urteile abzugeben, sicherten ihm als Musikkritiker einen hervorragenden Ruf. Vor allem die Oper erweckte sein Interesse. Er war Gründer und von 1949 bis 1963 Herausgeber des monatlich erscheinenden Journals La Scala, in dem er seine Leser exakt über aktuelle Opernaufführungen informierte und historisch interessante Artikel meist zur italienischen Oper des 18. und 19. Jahrhunderts schrieb.
Ferner war Abbiati Autor eines der wichtigsten Bücher über Giuseppe Verdi, verfasste aber auch eine italienische Biographie über Arnold Schoenberg. In seiner monumentalen Verdi-Biographie (La vita e le opere di Giuseppe Verdi, 4 Bände, Mailand 1959) berücksichtigte er umfangreiches, bis dahin zum Teil unveröffentlichtes Material, darunter rund 500 originale Verdi-Briefe, die sich im Eigentum des Sammlers Natale Gallini befanden, 6000 Urkunden aus dem Besitz von Verdis Erben, ferner Schreiben von vielen Briefpartnern des bedeutenden Komponisten. Sehr bedeutsam ist hierbei etwa die ausgedehnte Korrespondenz Verdis, die er bezüglich seiner späten Opern – von Don Carlos bis Falstaff – mit dem italienischen Musikverleger Giulio Ricordi führte. Auch zitiert Abbiati die eingesehenen Quellen sehr exakt, beeinträchtigte aber den Wert seiner biographischen Studie dadurch, dass er keine Anmerkungen und Bibliographie sowie auch kein Werkverzeichnis hinzufügte. Ein weiteres wichtiges Werk stellt seine umfangreiche Darstellung der Musikgeschichte (Storia della musica, 5 Bände, Mailand 1939–1946) dar. Als Quellen benutzte Abbiati u. a. Bemerkungen und unvollendete Schriften Cesaris. Dieses Werk wurde wegen seiner ausführlichen Informationen zu diesem Thema, den zahlreich aufgenommenen musikalischen Beispielen und der umfassenden Bibliographie gewürdigt. Eine stark überarbeitete zweite Ausgabe legte der Verfasser 1968–69 in vier Bänden vor.
Der Preis Premio Franco Abbiati della critica musicale italiana wurde nach ihm benannt.

## Bücher (Auswahl)
- Scritti inediti di Gaetano Cesari, Mailand 1937 (Hrsg.)
- Storia della musica, 5 Bände, Mailand 1939–1946
- La vita e le opere di Giuseppe Verdi, 4 Bände, Mailand 1959
- Alti e bassi del Simon Boccanegra, Verona 1973
- Storia della musica, Collezione Maggiore Garzanti (2ª edizione aggiornata, 4 volumi, 1974)
- Biografia di Schoenberg